# Codeinona
La codeinona es un opioide fuerte.  Es un producto intermedio en la síntesis de algunos opioides semisintéticos, como la naloxona, naltrexona y la oxicodona.

## Estructura química
La codeinona puede describirse como el metiléter de la morfinona: 3-metilmorfinona.
También puede describirse como la cetona de la codeína, codein-6-ona.